# Casimir Bouis
Casimir Bouis (Tolone, 1841 – Tolone, 1916) è stato un politico e giornalista francese, sostenitore della Comune di Parigi.

## Biografia
Casimir Bouis fu un avvocato seguace di Blanqui e collaborò al suo giornale La Patrie en danger. Durante il periodo della Comune fu uno dei principali redattori del quotidiano Le Cri du Peuple, fondato da Jules Vallès. Se lo stile di questi, come quello di Pierre Denis, era improntato a un realismo semplice e rigoroso, lo stile di Bouis, come quello di Jean-Baptiste Clément, indulgeva spesso a un'eloquenza sentimentale e a una facile indignazione.
Così, nel n° 32 scriveva: «Noi vogliamo vivere, alla fine ... Noi siamo stati i diseredati eterni, noialtri. Noi siamo quel popolo di sfruttati che durante seimila anni ha sanguinato su tutte le strade, rantolato su tutti i calvari, e noi dobbiamo prendere la nostra rivincita - la rivincita della giustizia».
Fu tra i firmatari dell'Affiche Rouge, esposto sulle mura di Parigi il 7 gennaio 1871, che denunciava l'incapacità del governo e chiedeva, per la prima volta, la costituzione della Comune.
Alla caduta della Comune cercò di espatriare in Belgio, ma fu arrestato e condannato alla deportazione nella Nuova Caledonia. Fu amnistiato nel 1879 e in ottobre ospitò Blanqui nella propria casa di Tolone. Si candidò nel 1883 all'Assemblea Nazionale ma non venne eletto e lasciò la politica.
Scrisse anche poesie. Ispirati alla sua esperienza nel bagno penale sono i versi de La Croix du Sud:

## Opere
- Calottes et soutanes. Jésuites et jésuitesses, Paris, Librairie internationale, 1870